# 시코쿠추오시
시코쿠추오시(일본어: 四国中央市)는 일본 에히메현 동단에 있는 도시이자, 시코쿠 3현과 접하는 시이다. 2004년 4월 1일에 에히메현 동부에 위치한 가와노에시(川之江市)·이요미시마시(伊予三島市)·우마군(宇摩郡) 도이정(土居町)·신구촌(新宮村)을 합병해서 새로 생겨났다.

## 인구
| 연도 | 인구    | ±%     |
| ---- | ------- | ------ |
| 1920 | 67,329  | —      |
| 1930 | 71,067  | +5.6%  |
| 1940 | 74,134  | +4.3%  |
| 1950 | 101,575 | +37.0% |
| 1960 | 100,209 | −1.3%  |
| 1970 | 92,663  | −7.5%  |
| 1980 | 95,168  | +2.7%  |
| 1990 | 97,215  | +2.2%  |
| 2000 | 94,326  | −3.0%  |
| 2010 | 89,598  | −5.0%  |

## 지리
고속도로가 교차하는 곳으로 남쪽으로 60km 지점에 고치시가, 북동쪽으로 70km 지점에 다카마쓰시가, 서쪽으로 80km 지점에 마쓰야마시가, 동쪽으로 100km 지점에 도쿠시마시가 있다.
남부에 동서로 늘어서 있는 호오산맥의 산들이 우뚝 솟아 있다. 평지는 산지 북쪽으로 가늘고 길게 펼쳐져 있고 북쪽은 히우치나다와 접하고 있다. 주오 구조선이 산기슭을 따라서 동서로 지나고 있다. 호오산맥 남쪽으로 요시노강의 지류인 도잔강이 동쪽으로 흐르고 한층 더 남쪽에는 고치현과의 경계를 이루는 시코쿠 산지의 산들이 늘어서 있다.

### 기후
전반적으로 온난한 세토 내해형 기후에 속한다. 북쪽으로 바다(히우치나다), 남쪽으로 산(호오산맥)이 있는 지형 때문에 동해측 기후의 특징도 약간 가진다. 연평균 기온은 16.4℃이고 연평균 강수량은 1444.4 mm이며 연 일조시간은 1736시간이다.
| 시코쿠추오시의 기후                                          | 시코쿠추오시의 기후 | 시코쿠추오시의 기후 | 시코쿠추오시의 기후 | 시코쿠추오시의 기후 | 시코쿠추오시의 기후 | 시코쿠추오시의 기후 | 시코쿠추오시의 기후 | 시코쿠추오시의 기후 | 시코쿠추오시의 기후 | 시코쿠추오시의 기후 | 시코쿠추오시의 기후 | 시코쿠추오시의 기후 | 시코쿠추오시의 기후 |
| 월                                                           | 1월                 | 2월                 | 3월                 | 4월                 | 5월                 | 6월                 | 7월                 | 8월                 | 9월                 | 10월                | 11월                | 12월                | 연간                |
| ------------------------------------------------------------ | ------------------- | ------------------- | ------------------- | ------------------- | ------------------- | ------------------- | ------------------- | ------------------- | ------------------- | ------------------- | ------------------- | ------------------- | ------------------- |
| 역대 최고 기온 °C (°F)                                       | 20.3 (68.5)         | 23.7 (74.7)         | 27.6 (81.7)         | 29.8 (85.6)         | 32.2 (90.0)         | 35.2 (95.4)         | 38.3 (100.9)        | 37.9 (100.2)        | 37.2 (99.0)         | 32.3 (90.1)         | 25.8 (78.4)         | 22.0 (71.6)         | 38.3 (100.9)        |
| 일평균 최고 기온 °C (°F)                                     | 9.3 (48.7)          | 10.0 (50.0)         | 13.6 (56.5)         | 19.3 (66.7)         | 24.2 (75.6)         | 26.8 (80.2)         | 31.0 (87.8)         | 32.2 (90.0)         | 28.1 (82.6)         | 22.6 (72.7)         | 17.0 (62.6)         | 11.8 (53.2)         | 20.5 (68.9)         |
| 일일 평균 기온 °C (°F)                                       | 5.9 (42.6)          | 6.2 (43.2)          | 9.3 (48.7)          | 14.4 (57.9)         | 19.3 (66.7)         | 22.7 (72.9)         | 26.9 (80.4)         | 27.9 (82.2)         | 24.1 (75.4)         | 18.6 (65.5)         | 13.2 (55.8)         | 8.3 (46.9)          | 16.4 (61.5)         |
| 일평균 최저 기온 °C (°F)                                     | 2.6 (36.7)          | 2.6 (36.7)          | 5.2 (41.4)          | 9.9 (49.8)          | 14.8 (58.6)         | 19.3 (66.7)         | 23.5 (74.3)         | 24.4 (75.9)         | 20.7 (69.3)         | 15.0 (59.0)         | 9.5 (49.1)          | 5.0 (41.0)          | 12.7 (54.9)         |
| 역대 최저 기온 °C (°F)                                       | −3.5 (25.7)         | −5.4 (22.3)         | −3.1 (26.4)         | 0.7 (33.3)          | 5.4 (41.7)          | 11.8 (53.2)         | 17.0 (62.6)         | 17.9 (64.2)         | 10.6 (51.1)         | 6.7 (44.1)          | 0.2 (32.4)          | −2.3 (27.9)         | −5.4 (22.3)         |
| 평균 강수량 mm (인치)                                        | 44.9 (1.77)         | 56.2 (2.21)         | 94.9 (3.74)         | 89.2 (3.51)         | 113.2 (4.46)        | 175.8 (6.92)        | 198.7 (7.82)        | 162.6 (6.40)        | 232.5 (9.15)        | 142.5 (5.61)        | 69.5 (2.74)         | 64.5 (2.54)         | 1,444.4 (56.87)     |
| 평균 강수일수 (≥ 1.0 mm)                                     | 7.2                 | 8.3                 | 10.6                | 9.6                 | 9.4                 | 12.6                | 10.8                | 8.7                 | 10.6                | 8.7                 | 7.4                 | 9.1                 | 113                 |
| 평균 월간 일조시간                                           | 107.1               | 117.4               | 159.0               | 184.5               | 194.4               | 130.7               | 166.5               | 194.9               | 134.8               | 138.4               | 112.6               | 98.4                | 1,736               |
| 출처: 일본 기상청 (평년값: 1991년~2020년, 극값: 1978년~현재) |                     |                     |                     |                     |                     |                     |                     |                     |                     |                     |                     |                     |                     |

## 역사
다이카 개신 후 이 지역은 우마군에 속했다. 에도 시대인 1636년부터 1642년까지 가와노에번이 존재했고 이후에는 막부령, 이마바리번, 사이조번의 영지가 복잡하게 뒤얽혀 있었다. 제2차 세계 대전 이후에는 근대적 제지업의 발달과 함께 급속히 발전했다.
- 1954년 - 우마군의 각 정촌이 합병해 가와노에시, 이요미시마시, 도이정, 신구촌, 벳시야마촌이 탄생했다.
- 2003년 - 벳시야마촌이 인접하는 니하마시와 합병했다.
- 2004년 4월 - 가와노에시, 이요미시마시, 우마군 도이정·신구촌이 합병해 시코쿠추오시가 되었다.

## 교통

### 철도
- 시코쿠 여객철도 요산선

### 도로
- 마쓰야마 자동차도
- 고치 자동차도
- 다카마쓰 자동차도
- 도쿠시마 자동차도
- 국도 11호선
- 국도 192호선
- 국도 319호선

## 자매 도시
- 중국 안후이성 쉬안청시